# Podstolowie radomscy
Podstolowie radomscy – chronologiczna lista osób piastujących urząd podstolego radomskiego.

## Podstoli
- Maciej Rozwadowski (XVII wiek)[1]
- (imię nieznane) Wąsowicz 1726-1737
- Józef Wężyk Rudzki 1737-1742
- Wojciech Wężyk Rudzki 1757-1764
- Michał Jaksa Bąkowski 1764-1768
- Roch Romer 1768
- Łukasz Moszyński 1768-1792